# 몽소 빵집
《몽소 빵집》(La Boulangere De Monceau, The Baker Of Monceau)은 프랑스에서 제작된 에릭 로메르 감독의 1963년 영화이다. 바벳 슈로더 등이 주연으로 출연하였고 G. 데로클즈 등이 제작에 참여하였다.

## 출연

### 주연
- 바벳 슈로더
- 클로딘 수브리에
- 미셀 지라르동

### 조연
- 베르트랑 타베르니에